# Kombinat Pumpen und Verdichter

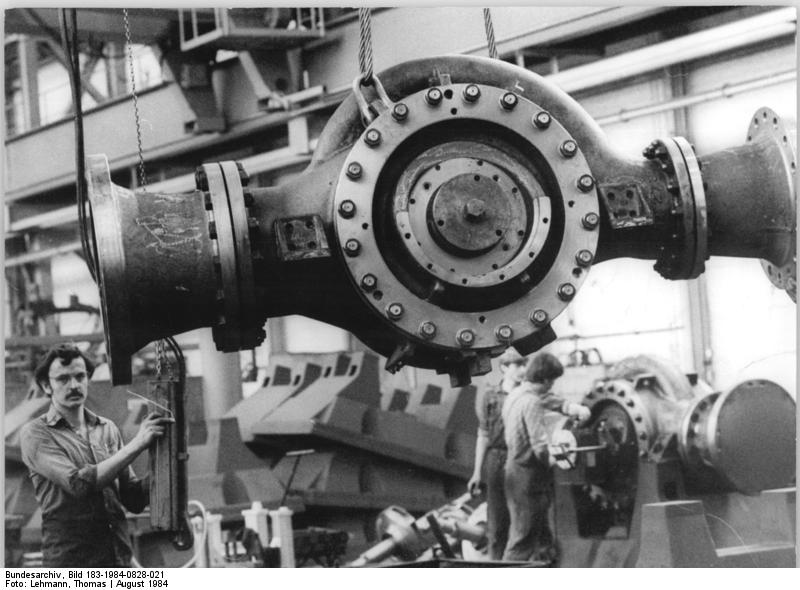
Gehäuse einer Heißwasserpumpe KRHA 300 im VEB Pumpenwerke Halle.

Der VEB Kombinat Pumpen und Verdichter Halle wurde 1970 gegründet und war ein Kombinat auf dem Gebiet des Fluidenergiemaschinenbaus in der Deutschen Demokratischen Republik.
Das Kombinat unterstand dem Ministerium für Schwermaschinen- und Anlagenbau. Weitere zentralgeleitete Kombinate des Maschinenbaus können in der Liste von Kombinaten der DDR eingesehen werden. 
Zu den Produkten zählten Pumpen (hauptsächlich Kreiselpumpen) und Verdichter.
Im Zuge der Wende und der anschließenden Wiedervereinigung wurde das Kombinat 1990 aufgelöst und die Betriebe privatisiert. So wurde beispielsweise der Stammbetrieb VEB Pumpenwerke Halle in die Pumpenwerk Halle GmbH umgewandelt. Dieser Betrieb wurde durch den westdeutschen Konzern KSB AG übernommen.

## Zugehörige Betriebe
Zum Kombinat gehörten 1990 die folgenden Betriebe:
- VEB Pumpenwerke Halle; (Stammbetrieb)
- VEB Apollowerk Gößnitz
- VEB Feuerlöschgerätewerk Jöhstadt
- VEB Kompressorenwerk Gera
- VEB Harzer Kompressorenwerk Benneckenstein
- VEB Metallwerk Oranienburg
- VEB Pumpen und Gebläsewerk Leipzig
- VEB Pumpenfabrik Oschersleben
- VEB Pumpenfabrik Salzwedel
- VEB Pumpenwerk Erfurt
- VEB Sachsenguß Leipzig
- VEB Spezialpumpen Berlin
- VEB Vakuumpumpen- und Kompressorenbau Magdeburg (VAKOMA)
- VEB Zwickauer Maschinenfabrik